# Хайларский диалект
Хайларский диалект (кит. трад. 海拉爾話, упр. 海拉尔话, пиньинь: Hǎilā'ěr huà) — диалект севернокитайского языка, входящий в пекинскую ветвь (北京官话. Распространён в районе Хайлар, административном центре городского округа Хулун-Буир в автономном районе Внутренняя Монголия (Китай). Этот регион отличается многоязычием, включая ханькское, монгольское, эвенское, даурское население и др. Разнообразие хайларского диалекта обусловленно исторической иммиграцией, географическими границами и культурным взаимодействием различных этносов.

## Распространение
В городской части района Хайлар и на востоке хребта (например в Чжаланьтуне) преобладает северо-восточный диалект, среди молодежи наблюдается тенденция к использованию путунхуа. Только часть пожилого населения сохраняет яркие диалектные черты в речи. Поэтому носителей хайларского диалекта не так много, около 10 000 человек.

## Фонетические особенности
- Активное использование эризации- фонетического процесса, при котором к слову добавляется суффикс «-儿». Это явление типично для северо-восточных говоров. Например: вместо привычного “利索” (проворный), часто можно встретить “利索儿”, или вместо “麻溜” - “麻溜儿” (быстро)[2]
- В диалекте также замечены редкие случаи звукосемантического сдвига. Например: глагол [kau⁵⁵] “搁” (традиционно читаемый как “gē”, со значением "класть") в хайларском же употребляется в значении «положить» или «поставить»- границы значений становятся гибче из-за фонетических преобразований.
- Есть и изменения в начальных согласных звуках. Например: слова, исторически начинавшиеся с (r-) 日母, в современном произношении могут иметь другие начальные звуки. Некоторые звуки, ранее имевшие узкое переднеязычное звучание, которые в древнекитайском относились к так называемой «третьей степени» (三等)— тоже изменились. Звуки, заканчивающейся на [i] (известные как «止摄», например звуки: "zhi", "ci", "shi" и т. д.), в хайларском сохранили свою легкую палатализацию- "мягкость" и "смягченность" звучания.
- Изменились и финали (гласные и их сочетания), особенно это заметно в словах с окончанием -uo, где изменилось не только звучание, но и тональность, и даже способ артикуляции: гласные как бы "сжимаются" при произношении.
- Тональная система изменилась под влиянием других языков (особенно даурского и монгольского- языков, с которыми этот регион тесно связан)[1]. Произошли сдвиги в произношении так называемых "Чистых входящих тонов" (清入字 — то есть слов, оканчивающихся на взрывные согласные -p, -t, -k ), теперь эти окончания исчезли, и слова стали произноситься с другим тоном- либо высоким и ровным, либо восходящим/нисходящим, в зависимости от контекста.
- Георгафия тоже влияет на звучание. К востоку от хребта Большой Хинган (регион Линдун) речь местных жителей ближе к северо-восточным говорам. А к западу (в районе Линси) в фонетике сильнее чувствуется влияние монгольского языка.

## Лексика
Лексика хайларского диалекта включает множество уникальных слов, отражающих культурные и региональные особенности. Приведём несколько примеров:
常用词汇 (Часто используемые слова):
- 二虎八鸡 (èr hǔ bā jī): Означает "глупый" или "неумный", используется для описания человека, который ведет себя как-то неразумно;
- 扒拉 (bā la): "Перебрать" или "возиться с чем-то";
- 波罗儿盖 (bō luo ér gài): Колено (как часть тела);
- 冰流子 (bīng liú zi): Ледяные сосульки, лед, образующийся в холодную погоду;
- 撮子 (cuǒ zi): Контейнер для мусора, маленькая корзинка или ведёрко;
- 刺挠 (cì náo): Чесаться (описание ощущения зуда);
- 藏猫猫儿 (cáng māo māo ér): Игра в прятки (один человек прячется, а другой ищет).

生活用语 (Повседневные выражения):
- 波罗 (bō luo): В хайларском диалекте используется для обозначения "идти" или "пойти";
- 搁 читается как [kau55] : Это слово в хайларском диалекте используется в значении "положить" или "положить в", а также как предлог ("на", "в", "с"). Пример: 往汤里~点盐 (wǎng tāng lǐ ~ diǎn yán) — "Положить соль в суп".[3];
- 得劲儿 (dé jìn er): "Комфортно", "с удовольствием" что-то сделать;
- 麻留 (má liú): "Быстрое выполнение действия", характеризует человека, который не медлит и делает что-то быстро;
- 磨叽 (mó ji): Болтать без конца, говорить много без смысла, выражение для описания человека, который часто повторяет одно и то же.

特定表达 (Особенные выражения):
- 疙瘩 (gē da): Место или пространство (определённая локация);
- 旮旯儿 (gā làr): Уголок или скрытая часть комнаты;
- 无极六瘦 (wú jí liù shòu): "Чувство скуки или тоски", когда человеку нечего делать и он не знает, чем себя занять

## Лексико-грамматические особенности
В хайларском диалекте есть большой пласт слов, которые описывают людей с определенными чертами характера, внешностью, социальным статусом. Причем делают это выразительно, часто через метафоры, и с помощью интересных грамматических конструкций. Ниже приведены примеры таких выражений:
I. Конструирование «человеческих характеристик» (или так называемых “人品词” ) в хайларском диалекте (образования с помощью аффиксов).
- В целом, «слова, описывающие человеческие характеристики» в Хайларском диалекте часто используют префиксы и суффиксы такие как «老» (старый), «的» (принадлежность), «儿» (уменьшительно-ласкательное), «头» (обозначение сущности), их использование в основном аналогично стандартному китайскому языку. Примеры: «老闷儿» (молчуны), «掂大马勺的» (повара), «不吃生米儿的» (грубиян), «把家虎儿» (хозяйственный дом), «鼻屎头» (люди, которые подвергаются постоянной критике).
- Пример структуры с префиксом и суффиксом одновременно. Например: «小嘎子小孩» (маленькие дети), «小抠儿» (бедняки). Структура: [префикс + корень + суффикс].

Повторение слов + суффикс. Например: «家家头不大方» (скромные люди), «梗梗儿» (люди, с которыми легко договориться). Структура: [(корень + корень) + суффикс].
II. Сложные слова «человеческих характеристик» в хайларском диалекте
- Структура [субъектом+объект]. Пример: «绝户/后» (буквально "обрубленный род", используется в смысле "человек без детей", часто как ругательство или проклятие), «瞪眼儿瞎» ("с широко открытими глазами, но слепой", то есть неграмотный человек), «滚刀肉蛮横» (дословно что-то вроде "неподатливое мясо", переносно- про упрямых и грубых людей). Эта структура включает три корня, где первый компонент задает эмоциональный тон и ограничивает значение второго.
- Параллельная структура с уточнением. Пример: «浪荡帮子» (компания бездельников), «孤老棒子» ("одинокие старик", с оттенком жалости или даже презрения).
- Предикативно-ограничивающая структура. Пример: «活人妻» (дословно "живая жена", но означает плохого злонамеренного человека), «草鸡毛» ("петушиные перья"- обозначает бездарных ничтожных людей).
- Сложные предикативные выражения. Пример: «家孤老» ("одинокая старая дева", подчеркивает социальное одиночество).
- Расширенные параллельные конструкции. Пример: «仨亲俩厚的亲戚» ( дословно "три близких и два плотных" - о близких друзьях и родственниках).

III. Конструирование слов «человеческих характеристик» с помощью суффиксов и сложных элементов
- Суффикс — с изменением смысла. Пример: «跟腚儿» (дословно "прилипший в заднице"- навязчивый человек), «拍花的» (преступники, использующие наркотики для похищения людей), «跳大神儿的» ("танцующий духов" - колдун, шаман).
- Сложные суффиксные структуры. Пример: «花舌子» ("разноцветный язык"- болтун, обманщик), «缎棍儿» (буквально "шелковая дубинка", но по смыслу- человек, показушно нарядный), «心尖儿» ("кончик сердца"- любимый человек).
- Повторяющиеся слова с ограничением смысла. Пример: «巴巴孩儿» (младенец), «未末渣儿» ( дословно "шлак/остатки", но переносно- младший ребенок в семье).

IV. Специальные ругательные суффиксы
- «货». В последнее время этот суффикс стал использоваться для выражения пренебрежения, например, «叉拉货», «尿炕货». Смыслом является низкий статус человека.
- «棒子». Этот суффикс используется для обозначения неуважения к людям определённых профессий, например, «孤老棒子» (старые одиночки), «花丽棒子» (женщины с излишне ярким макияжем).
- «鬼». Этот суффикс часто используется в выражениях, например, «催命鬼» (человек, который сильно давит на других/ изводит), «勾死鬼» (человек, завлекающий в беду).

V. Региональные и культурные особенности
- Местная культура и быт, связанные с животноводством, разнообразие флоры и фауны, климат, соседство с Монголией и Россией- все это сильно влияет на язык. Что находит отражение в диалекте через метафоры, связанные с животными, например: «傻狍子» (глупый человек, сравнение с наивной косулей), «把家虎儿» ("домашний тигр", в значении- строгий хозяин).
- Кроме того, есть достаточно заимствований из русского языка. Например, «布拉» (от рус. юбка), «未得轮» (от "металлон", по смыслу- металлический бак).

Эти слова не только придают колорит, но и формируют богатый образный язык, в котором каждый человек может быть "живим словом"..